# جون بيورنستاد
جون بيورنستاد (بالنرويجية البوكمول: John Bjørnstad)‏ هو موجه قوارب ‏ نرويجي، ولد في 9 مارس 1888 في أوسلو في النرويج، وتوفي بنفس المكان في 3 يونيو 1968.

## وصلات خارجية
- جون بيورنستاد على موقع الاتحاد الدولي للتجديف (الإنجليزية)
- جون بيورنستاد على موقع اللجنة الأولمبية الدولية (الإنجليزية)
- جون بيورنستاد على موقع أوليمبيديا (الإنجليزية)